# Rajd Antibes 1996
Rajd Antibes 1996 (31. Rallye d'Antibes - Rallye d'Azur) – 31. edycja rajdu samochodowego Rajd Antibes rozgrywanego we Francji. Rozgrywany był od 25 do 27 października 1996 roku. Była to czterdziesta piąta runda Rajdowych Mistrzostw Europy w roku 1996 (rajd miał najwyższy współczynnik - 20) i zarazem dziesiąta runda Rajdowych Mistrzostw Francji w roku 1996. Składał się z 19 odcinków specjalnych.

## Klasyfikacja rajdu
| Miejsce                         | Kierowca                     | Pilot                        | Samochód                      | Czas                         | Strata                       |                              |
| Klasyfikacja generalna i ERC    | Klasyfikacja generalna i ERC | Klasyfikacja generalna i ERC | Klasyfikacja generalna i ERC  | Klasyfikacja generalna i ERC | Klasyfikacja generalna i ERC | Klasyfikacja generalna i ERC |
| ------------------------------- | ---------------------------- | ---------------------------- | ----------------------------- | ---------------------------- | ---------------------------- | ---------------------------- |
| 1.                              | François Delecour            | Daniel Grataloup             | Peugeot 306 Maxi              | 3:42:28                      | 0.0                          |                              |
| 2.                              | Philippe Bugalski            | Jean-Paul Chiaroni           | Renault Mégane Maxi           | 3:42:31                      | +3                           |                              |
| 3.                              | Armin Schwarz                | Denis Giraudet               | Toyota Celica GT-Four (ST205) | 3:43:25                      | +57                          |                              |
| 4.                              | Gilles Panizzi               | Hervé Panizzi                | Peugeot 306 Maxi              | 3:48:42                      | +6:14                        |                              |
| 5.                              | Jean Ragnotti                | Gilles Thimonier             | Renault Mégane Maxi           | 3:52:38                      | +10:10                       |                              |
| 6.                              | Dominique De Meyer           | Eric Sgarroni                | Renault Mégane Maxi           | 4:03:16                      | +20:48                       |                              |
| 7.                              | Gianmarino Zenere            | Sauro Farnocchia             | Renault Mégane Maxi           | 4:04:03                      | +21:35                       |                              |
| 8.                              | Bert de Jong                 | Ton Hillen                   | Ford Escort RS Cosworth       | 4:06:18                      | +23:50                       |                              |
| 9.                              | Kurt Göttlicher              | Petra Heider                 | Ford Escort RS Cosworth       | 4:08:30                      | +26:02                       |                              |
| 10.                             | Nikolai Burkart              | Regine Rausch                | Nissan Sunny GTi              | 4:13:54                      | +31:26                       |                              |
| Klasyfikacja mistrzostw Francji |                              |                              |                               |                              |                              |                              |
| 1.                              | François Delecour            | Daniel Grataloup             | Peugeot 306 Maxi              | 3:42:28                      | 0.0                          |                              |
| 2.                              | Philippe Bugalski            | Jean-Paul Chiaroni           | Renault Mégane Maxi           | 3:42:31                      | +3                           |                              |
| 3.                              | Gilles Panizzi               | Hervé Panizzi                | Peugeot 306 Maxi              | 3:48:42                      | +6:14                        |                              |
| 4.                              | Jean Ragnotti                | Gilles Thimonier             | Renault Mégane Maxi           | 3:52:38                      | +10:10                       |                              |
| 5.                              | Dominique De Meyer           | Eric Sgarroni                | Renault Mégane Maxi           | 4:03:16                      | +20:48                       |                              |
| 6.                              | Gianmarino Zenere            | Sauro Farnocchia             | Renault Mégane Maxi           | 4:04:03                      | +21:35                       |                              |
| 7.                              | Nikolai Burkart              | Regine Rausch                | Nissan Sunny GTi              | 4:13:54                      | +31:26                       |                              |